# Paleotèrids
Els paleotèrids (Palaoetheriidae) formen una família de mamífers perissodàctils extingits de l'ordre dels perissodàctils. Se n'han trobat restes fòssils a tot l'hemisferi nord.

## Gèneres
- Anchilophus
- Eurohippus
- Hyracotherium
- Lophiotherium
- Palaeotherium
- Propachynolophus
- Propalaeotherium